# Kina w Głogowie
Kina w Głogowie – pierwsze kina, powstałe w latach 20., nie przetrwały II wojny światowej. Od końca lat 80. obserwuje się spadek liczby widzów kin w Głogowie. Aktualnie (czerwiec 2020) działa 1 kino Cinema 3D w głogowskiej Galerii Glogovia. W czerwcu 2018 roku po 43 latach działalności  zostało zamknięte kino Jubilat.

## Kina do 1945 roku
- Kinoteatr Primus-Palast – otwarte na przełomie lat 1926/1927, zniszczone w czasie oblężenia Głogowa w 1945 roku, mieściło się przy König-Friedrich-Platz 4 (obecnie pl. Jana z Głogowa). Powstało według projektu głogowskiego architekta Hempla. Posiadało 800 miejsc siedzących (585 na parterze, 215 na balkonie i w lożach usytuowanych na tylnej ścianie balkonu). Za ekranem znajdowała się scena z ukrytym pomieszczeniem dla 15 osobowej orkiestry.
- Kino Schauburg – otwarte na przełomie lat 1926/1927, zniszczone w czasie oblężenia miasta w 1945 roku, mieściło się przy Hohenzollernstrasse 8 (obecnie Aleja Wolności). Było mniejsze i niższe od kina Palast. W połowie lat 30. zostało przebudowane do kinoteatru o większej powierzchni i bogatszym wystroju.

## Kina po 1945 roku
W latach 1945–1949 w Głogowie funkcjonowały tylko kina objazdowe z Poznania i Wrocławia. Seanse odbywały się w budynku obecnego I Liceum Ogólnokształcącego po zwolnieniu go przez radziecką komendanturę miasta (lipiec 1946).
- Kino Bolko – pierwsze powojenne kino stałe w Głogowie, mieszczące się przy ulicy Szkolnej 2, obecnie nieistniejące. Posiadało 250 miejsc siedzących. Uroczyste otwarcie odbyło się 13 marca 1950 roku. Pierwszym seansem był Ostatni etap Wandy Jakubowskiej. W 1967 roku przeprowadzono gruntowny remont. W 1977 roku zostało zamknięte z powodu remontu, na który zabrakło środków.
- Kino Cukrownik – obecnie nieistniejące kino związkowe pracowników Cukrowni "Głogów" mieszczące się przy ulicy Rudnowskiej 54. Powstałe w 1961 roku posiadało 190 miejsc siedzących.
- Kino Jubilat – wybudowane ze środków Huty Miedzi "Głogów" w kwietniu 1975 roku, mieszczące się przy placu Konstytucji 3 Maja 3. Posiada 505 miejsc siedzących. Pierwszym seansem była składanka filmów: Zwycięstwo, Ostatnie dni, Kierunek Berlin.
- Kino Zodiak – działające w latach 1977–1990 w Miejskim Ośrodku Kultury mieszczącym się przy placu Konstytucji 3 Maja 2. Posiadało 500 miejsc siedzących.
- Kino Bemowiec – obecnie nieistniejące kino mieszczące się na terenie jednostki wojskowej.
- Kino.kom – nieistniejąca działalność kinowa w MOK Miejskim Ośrodku Kultury, swoją działalność rozpoczęło po remoncie MOK-u w 2004 roku zakończyło 2011 r.
- Cinema 3D – otwarte 17 marca 2016 r. w Galerii Glogovia. Projekcja odbywa się w technologii 4K. Kino wyróżnia spektakularny system dźwięku Dolby Atmos, jeden z najnowocześniejszych na świecie.